# كم غير موضعي
في الفيزياء النظرية، يشير الكم غير الموضعي في الغالب إلى الظاهرة التي تتناقض فيها القياسات التي تتم على المستوى المجهري مع مجموعة من المفاهيم المعروفة بالمحلية الواقعية والتي تعتبر صحيحة بشكل بديهي في الميكانيكا الكلاسيكية. ومع ذلك، لا يمكن محاكاة بعض تنبؤات ميكانيكية الكم لإحصاءات قياس الأنظمة المتعددة على الحالات الكمومية المشابكة بأي نظرية متغيّرة مخفية محلية. يظهر مثال واضح من خلال مبرهنة بل، والتي تم التحقق منها عن طريق التجربة.
التجارب عموما تفضل ميكانيكا الكم لوصف الطبيعة، على نظريات متغيرة خفية محلية. أي نظرية فيزيائية تحل محل نظرية الكَم أو تحل محلها يجب أن تُنشئ تكهنات تجريبية مماثلة، وبالتالي يجب أيضًا أن تكون غير موضعية بهذا المعنى؛ إن الكم غير الموضعي هي خاصية للكون مستقلة عن وصف الطبيعة.
لا يسمح الكم غير الموضعي باتصال أسرع من الضوء وبالتالي فهو متوافق مع النسبية الخاصة. ومع ذلك، فإنه يطالب بالعديد من المناقشات التأسيسية بشأن نظرية الكم.

## التاريخ

### آينشتاين وبودولسكي وروسين
في 1935، نشر آينشتاين وبودولوسكي وروسين تجربة فكرية آملين أن تظهر عدم اكتمال تفسير كوبنهاجن لميكانيكا الكم من ناحية تعارضه مع السببية المحلية على المقياس الميكروسكوبي الذي تصفه. بعد ذلك، قدم آينشتاين بعض هذه الأفكار في خطاب إلى إيروين شرودنجر وهي النسخة المقدمة هنا. تعتبر الحالة والترميز المستخدمان أكثر حداثة، وهي مماثلة لما قدمه بوم في مفارقة إي بي آر. يمكن كتابة الحالة الكمومية للجسيمين قبل القياس كالآتي
{\displaystyle \left|\psi _{AB}\right\rangle ={\frac {1}{\sqrt {2}}}{\bigg (}\left|0\right\rangle _{A}\left|1\right\rangle _{B}-\left|1\right\rangle _{A}\left|0\right\rangle _{B}{\bigg )}={\frac {1}{\sqrt {2}}}{\bigg (}\left|+\right\rangle _{A}\left|-\right\rangle _{B}-\left|-\right\rangle _{A}\left|+\right\rangle _{B}{\bigg )}}
{\displaystyle \left|\pm \right\rangle ={\frac {1}{\sqrt {2}}}\left(\left|0\right\rangle \pm \left|1\right\rangle \right)}
يمثل الرمزان A و B الجسيمين، على الرغم أنها ستكون مناسبة ومعتادة أكثر إذا رُمز لتلك الجسيمات بكونها في حيازة اثنين من المجربين يُدعان أليس وبوب. تعطي قوانين نظرية الكم التنبؤات بخصوص نواتج القياسات التي يؤديها المجربون. ستقيس أليس، على سبيل المثال، الجسيم الخاص بها وهو يدور لأعلى في نصف القياسات تقريبًا. ولكن طبقًا لتفسير كوبنهاجن، تتسبب قياسات أليس في انهيار حالة الجسيمين، لذلك إذا أخذت أليس قياس الدوران في اتجاه المحور ع، بالنسبة للقاعدة ##رمز## سيُترك نظام بوب في واحدة من الحالات {\displaystyle \{\left|0\right\rangle _{A},\left|1\right\rangle _{A}\}}. وبالمثل إذا أخذت أليس قياس الدوران في اتجاه المحور س، بالنسبة للقاعدة{\displaystyle \{\left|0\right\rangle _{B},\left|1\right\rangle _{B}\}}، سيُترك نظام بوب في واحدة من الحالات {\displaystyle \{\left|+\right\rangle _{B},\left|-\right\rangle _{B}\}}. أشار شرودنجر إلى تلك الظاهرة بالتوجيه. يحدث هذا التوجيه بطريقة لا يمكن فيها إرسال أي إشارة عن طريق ذلك التجديد في الحالة، لا يمكن استخدام الكمومية غير المحلية لإرسال الرسائل بشكل آني وبالتالي فهي ليست على خلاف مع الأمور المتعلقة بالسببية في النسبية الخاصة.
بالنسبة لرأي تفسير كوبنهاجن بخصوص تلك التجربة، تؤثر قياسات أليس -وتحديدًا اختيارها للقياس- تأثيرًا مباشرًا على حالة بوب. ولكن من خلال افتراض المحلية، لا تؤثر الأنشطة المؤثرة على نظام أليس في الحالة المادية أو الحقيقية على نظام بوب. نرى أن الحالة المادية لنظام بوب لا بد أن تكون متوافقة مع إحدى الحالات الكمومية. {\displaystyle \left|\uparrow \right\rangle _{B}} أو {\displaystyle \left|\downarrow \right\rangle _{B}}، وبينما يمكن لأليس أخذ أحد القياسات التي تستدل على أحد تلك الحالات بكونها الوصف الكمومي للنظام. في نفس الوقت، يجب أيضًا أن تكون متوافقة مع إحدى الحالات الكمومية{\displaystyle \left|\rightarrow \right\rangle _{B}} أو{\displaystyle \left|\leftarrow \right\rangle _{B}} لنفس السبب. إذن، لا بد أن تتوافق الحالة المادية لنظام بوب مع اثنتين من الحالات الكمومية على الأقل، ومن هنا لا تصبح الحالة الكمومية واصفة للنظام بشكل كامل. رأى آينشتاين وبودولسكي وروسين ذلك كدليل على عدم اكتمال تفسير كوبنهاجن لنظرية الكم، إذ إن الدالة الموجية ليست وصفًا كاملًا للنظام الكمومي خلال هذا الافتراض بالمحلية. جاء ملخص ورقتهم كالتالي:
وبينما يظهر بالتالي أن الدالة الموجية لا تقدم توصيفًا كاملًا للواقع الفيزيائي، يبقى السؤال مطروحًا بخصوص ما إذا كان ذلك التوصيف موجودًا أم لا. ولكننا نعتقد أن تلك النظرية ممكنة.
على الرغم من انتقاد العديد من العلماء (أهمهم نيلز بور) للمصطلحات المبهمة لورقة إي بي آر، تسببت الورقة البحثية على الرغم من ذلك في قدر كبير من الاهتمام. تشكلت لاحقًا رؤيتهم بخصوص التوصيف الكامل بافتراض وجود متغيرات خفية تحدد إحصاءات نتائج القياس، ولكن الملاحظ لا يمتلك السبيل لذلك. قدمت الميكانيكا الحيوية ذلك الاكتمال لميكانيكا الكم عن طريق المتغيرات الخفية، ولكن النظرية كانت غير محلية بشكل واضح. وبالتالي لا يقدم التفسير الإجابة عن سؤال آينشتاين عن إمكانية الحصول على التوصيف الكامل لميكانيكا الكم باعتبارات المتغيرات المحلية المُخفاة مع مراعاة مبدأ المحلية.

### الاحتمالية غير الموضعية
في 1964، أجاب جون بيل عن سؤال آينشتاين عن طريق إظهار أن تلك المتغيرات الخفية لا يمكنها استخراج المدى الكامل للنواتج الإحصائية التي تنبأت بها نظرية الكم. أظهر بيل أن فرضية المتغيرات المحلية المخفية تؤدي إلى قيود على قوة علاقات الترابط لنتائج القياس. إذا عورضت متباينات بيل تجريبيًا كما تنبأت ميكانيكا الكم، فبالتالي لا يمكن توصيف الواقع عن طريق المتغيرات المحلية الخفية، وبالتالي يبقى لغز السببية الكمومية غير المحلية. وفقًا لبيل:
تلك [البنية غير المحلية الإجمالية] هي صفة مميزة لأي نظرية تستنتج تنبؤات ميكانيكا الكم بشكل محدد.
أعاد كلاوسر وهورني وشيموني وهولت (CHSH) صياغة تلك المتباينات بطريقة كانت مساعدة بشكل أكبر على الاختبار المعملي (شاهد متباينة (CHSH إذ اقترحوا صيغة حيث يوجد اثنين من المجربين، أليس وبوب، يأخذان قياسات منفصلة لاستقطاب الفوتون في اتجاهين مُختارين بعناية. واشتقوا متباينة بسيطة تخضع لها جميع نظريات المتغيرات المحلية المخفية، ولكنها عورضت بالقياسات الدقيقة للحالات الكمومية.
صاغ بيل فكرة المتغير الخفي عن طريق تقديم المعامل λ ليميز نتائج القياس محليًا لكل نظام:
"إنها مسألة عدم اختلاف سواء كان λيدل على متغير فردي أو مجموعة من المتغيرات، وسواء كانت المتغيرات متقاطعة أم متتالية». ولكنها بمثابة التفكير في λإستراتيجية محلية أو رسالة تحدث بأحد الاحتمالات ρ({\displaystyle \lambda }) عندما يتكون زوج من الحالات المعقدة. تشترط معايير إي بي آر لقابلية الانفصال المحلية أن تحدد كل إستراتيجية محلية توزيعات النواتج المستقلة إذا قاست أليس في الاتجاه A وبوب في الاتجاه.B
{\displaystyle P\left({a,b}{|}{A,B,\lambda }\right)=P\left({a}{|}{A,\lambda }\right)P\left({b}{|}{B,\lambda }\right)}
على سبيل المثال
يدل {\displaystyle \scriptstyle P\left({a}{|}{A,\lambda }\right)}على احتمالية حصول أليس على نتيجة λ المعطاة، إذ إنها قاست A.
نفترض أنλ يمكن أن يأخذ قيمًا من المجموعة {\displaystyle \lambda _{i}} حيث 1 ≤ i ≤ k لديه احتمالية مقترنة{\displaystyle \lambda _{i}} لاختياره ρ({\displaystyle \lambda _{i}}) (بحيث يكون مجموع الاحتمالات يساوي واحدًا) يمكننا أخذ متوسط هذا التوزيع للحصول على صيغة للاحتمالية المشتركة لكل نتيجة من نتائج القياس:
{\displaystyle P\left({a,b}{|}{A,B}\right)=\sum _{i=1}^{k}P\left({a,b}{|}{A,B,\lambda _{i}}\right)\rho \left(\lambda _{i}\right)\,.}
في صيغة CHSH، يمكن للنتيجة المقاسة لاستقطاب الفوتون أن تأخذ إحدى قيمتين (سواء كان الفوتون مستقطبًا في هذا الاتجاه أم في الاتجاه العمودي). نرمّز ذلك عن طريق تمكين a و b من أخذ قيم ±1. للقياسات التقديرية لـ A وB، يُحدد رابطهم E (A, B) كالتالي:
{\displaystyle E\left({A,B}\right)=\sum _{a,b}abP\left({a,b}{|}{A,B}\right)\,.}
نلاحظ أن حاصل ضرب ab يساوي 1 إذا حصلت أليس وبوب على النتائج ذاتها، ويكون -1 إذا حصلا على نتائج مختلفة. يمكن إذن رؤية الرابط  E(A,B) كتوقع بأن نتائج أليس وبوب مترابطتان. في حالة أن أليس اختارت أحد القياسين{\displaystyle A_{0}}أو {\displaystyle A_{1}}، وأن بوب اختار من {\displaystyle B_{0}} أو {\displaystyle B_{1}}، في هذه الحالة تُحدَد قيمة CHSH الخاصة بتوزيع الاحتمال المشترك كالتالي
{\displaystyle S_{CHSH}=E\left({A_{0},B_{0}}\right)+E\left({A_{0},B_{1}}\right)+E\left({A_{1},B_{0}}\right)-E\left({A_{1},B_{1}}\right)\,.}
نقارن ذلك بالمصطلح ab والمناقشة الخاصة بالمثال السابق. تشمل قيمة CHSH {\displaystyle S_{CHSH}} مساهمة سالبة للرابط عند اختيار {\displaystyle A_{1}} و{\displaystyle B_{1}} ({\displaystyle x=y}عند {\displaystyle XY=1})، ومساهمة موجبة في جميع الحالات الأخرى (عند {\displaystyle XY=0}) إذا أمكن وصف توزيع الاحتمالية المشتركة للاستراتيجيات المحلية كما ذُكر سابقًا، يظهر أن دالة الارتباط دائمًا ما تخضع لمتباينة CHSH التالية:
{\displaystyle -2\leq S_{CHSH}\leq 2\,.}
ولكن إذا استُخدمت قوانين نظرية الكم بدلًا من المتغيرات المحلية الخفية، من الممكن إنشاء زوج من الجسيمات المعقدة (واحد منهم لأليس والآخر لبوب) ومجموعة من القياسات{\displaystyle \scriptstyle A_{0},A_{1},B_{0},B_{1}}مثل ذلك{\displaystyle \scriptstyle S_{CHSH}\;=\;2{\sqrt {2}}} يُظهر ذلك طريقة واضحة من خلال نظرية بحالات وجودية محلية، عن طريق القياسات المحلية والأنشطة المحلية فقط لا يمكن مطابقة التوقعات الاحتمالية لنظرية الكم، ليضحد بذلك فرضية آينشتاين. أثبت المجربون أمثال ألين أسبيكت التعارض الكمومي لمتباينة CHSH، بالإضافة إلى الصيغ الأخرى لمتباينة بيل، مثبتين بذلك خطأ فرضية المتغيرات المحلية المخفية ومؤكدين أن الواقع بالفعل غير محلي في تصور إيه بي آر.

## كتب
- Grib, AA؛ Rodrigues, WA (1999). Nonlocality in Quantum Physics. Springer Verlag. ISBN:978-0-306-46182-8.
- Cramer, JG (2015). The Quantum Handshake: Entanglement, Nonlocality and Transactions. Springer Verlag. ISBN:978-3-319-24642-0.